# 질리오 해전
질리오 해전(이탈리아어: Battaglia dell'Isola del Giglio) 또는 몬테크리스토 해전은 티레니아해에서 벌어진 신성 로마 황제 프리드리히 2세의 함대와 제노바 공화국의 함대 간의 전투이다. 1241년 5월 3일 금요일 토스카나 제도의 몬테크리스토섬과 질리오섬에서 벌어졌고 프리드리히 함대의 승리로 끝이 났다.
황제 함대의 목표는 제노바 함대와 함께 프랑스, 스페인, 잉글랜드, 북이탈리아에서 온 고위 성직자들의 대표단을 가로 막는 것이었으며 대표단은 교황 그레고리오 9세가 소집한 회의가 열린 로마로 향하던 중이었다.

## 전조
1237년 프리드리히 2세의 코르테누오바 전투 승전 이후 롬바르디아 동맹의 도시들에 대한 황제의 통치권 문제를 두고 교황과 황제 간의 분쟁이 1239년에 발생하였으며, 같은 해 3월 20일 황제의 두 번째 파문으로 끝난 대대적인 분쟁이었다. 그때부터 타협할 준비가 되어 있지 않던 양 측은 서로에 대한 군사적 분쟁을 이어나갔고, 황제는 파엔차 공방전에서 교황령에 승리를 거둬, 그레고리오의 지위에 위협을 가하였다.
1240년 가을 교황은 이탈리아, 시칠리아, 독일, 프랑스, 스페인 헝가리 등 교회의 고위 성직자들에게 황제에 대한 교회의 다음 대처를 논하기 위해 1241년 부활절 로마에서 열릴 공의회에 참석하라는 초청장을 보냈다. 시칠리아 국왕으로서 지위로 프리드리히 2세는 시칠리아 성직자들의 참석을 쉽게 억누를 수 있었지만, 다른 국가들의 성직자들은 로마로 여정을 따르기 위해 모였다.

## 전투

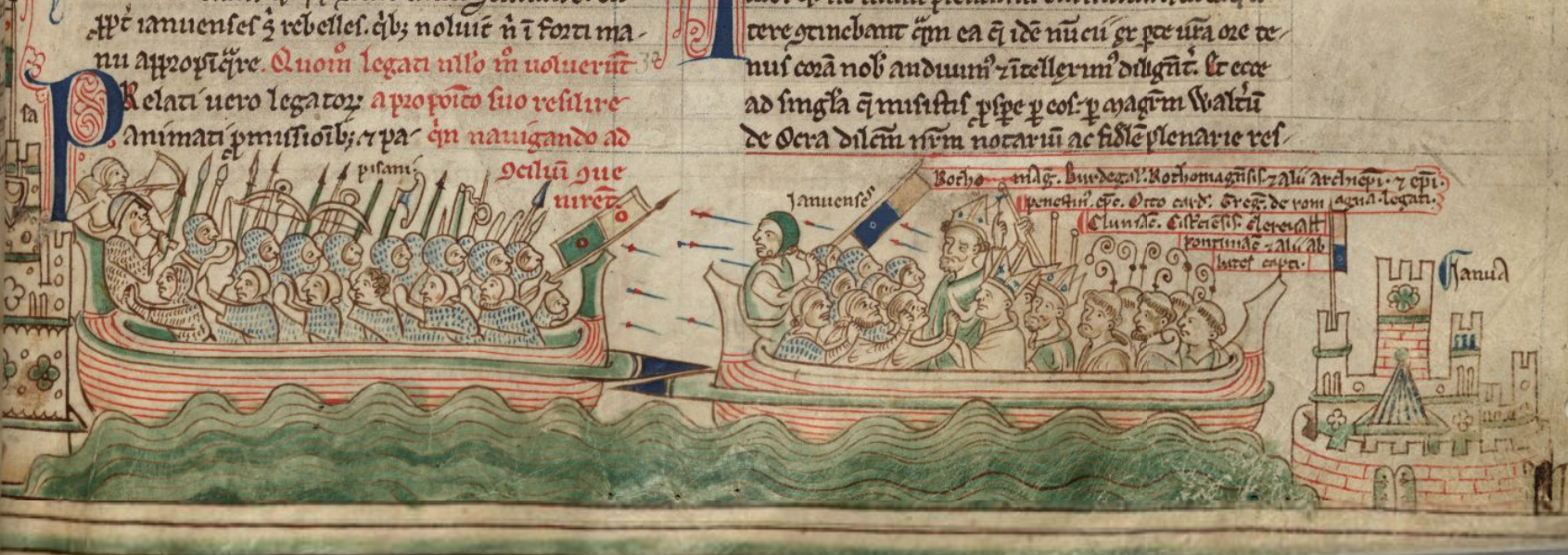
매슈 패리스의 마요르카 연대기 (1259년)에 묘사된 질리오 해전

프리드리히 황제는 중부 이탈리아를 통한 육상로를 장악하고 있었고 이에 따라 로마는 북이탈리아와 단절되어 있었다. 공의회는 니스에서 모인 다음, 처음에는 구엘프 (교황 충성파) 정권이 이끌던 제노바 공화국의 함대를 통해 제노바 항으로 이동하였다. 특사 페코라의 야코포와 산 니콜라의 오토 등 두 명은 제노바 측과 바닷길을 통해 로마로 향하는 추가적인 수송을 위해 32척의 무장 갤리선을 준비해달라는 협상을 하였고, 곧장 롬바르디아 도시들의 대표단들의 여정도 시작될 예정이었다. 프리드리히 2세가 이 계획을 알아차리자, 1241년 3월에 승전을 거두고 있던 롬바르디아 지역의 그의 대리인들인 마리노 디 에불로와 오베르토 팔라비치니 등에게 육상을 통해 제노바를 공격할 것을 명했다.
황제는 해상에서 제노바인들을 압박하기 위해 시칠리아 함대를 개선해야만 했다. 황제는 기벨린파 제노바 귀족인 안살도 데 마리와 더불어 친아들인 엔초 지휘 하의 갤리선 27척을 무장시켰다. 황제의 함대는 그러고 나서 제노바의 최대 경쟁국이자 확고한 기벨린 (황제 충성파) 세력이던 피사 공화국으로 항해했다. 40척으로 된 피사 함대는 우골리노 부차케리니 휘하에 있었다.
4월 25일에, 제노바 함대가 제노바에서 출발하여, 처음에는 포르토피노로 향했고 그곳에서 하루 또는 이틀 머물렀다. 선원들은 촐라스코에 오베르토 팔라비치노가 공격했다는 걸 알게 되었고, 이들은 그곳을 구원하려 했으나 교황 특사 두 명이 신속한 로마 진격을 강하게 추진하여 이를 저지하였다. 또 다른 정박지인 포르토베네레에서 이들은 시칠리아 함대와 피사 함대의 합류 소식을 듣게 되었고 목적지와 자신들 사이에 적을 두게 되었다. 이들은 피사를 무사히 지나 항해하는 데 성공했지만 황제의 함대가 이미 몬테크리스토섬과 질리오섬 사이에 나타나고 있었기 때문에 눈에 띄지 않을 수는 없었다.
매슈 패리스는 전투에 대해 다음과 같이 기록했다:
그리고 피사인들과 ... 제노바인들 사이에 매우 치열한 전투가 벌어졌고 제노바인들이 패하였는데, 고위 성직자들과 교황 특사들이 포로로 잡혔고 일부는 전사하거나 익사했다.

이어지는 교전에서 황제 함대는 제노바 함대에 우위를 보였으며, 특히 다수의 승객들과 이들의 짐 때문에 제노바 함대는 충분한 방어를 할 수 없었고, 결국 침몰의 위협에서 벗어나기 위해 약한 저항만을 펼칠 수밖에 없었다. 황제 측은 3척을 침몰시키고 22척을 나포하였으며, 2,000명의 병사, 선원, 성직자들을 전사시키고, 유명 성직자들과 더불어 보화와 서신을 차지하는 데 성공하였다.

## 여파
제노바 함대 납치는 프리드리히 2세에게 있어 대단한 성공이었다. 공의회의 거의 대부분의 고위 성직자들이 그의 포로로 잡혔다. 여기에는 교황 특사 3명과 루앙, 보르도, 오슈 등 대주교들, 카르카손, 아그드, 님, 토르토나, 아스티, 파비아 등 주교들, 시토, 클레르보, 클뤼니, 페캉, 메르시디외, 푸아 등 수도원장들이 포함된다. 이들은 처음에는 피사와 산미니아토로 끌려왔고, 그 뒤에 나폴리 및 남부의 요새들에 구금되었다. 살아남은 배들과 탈출할 수 있던 자들은 주로 스페인과 아를 지역의 성직자들이었다. 프리드리히 2세 황제는 그의 승리가 신의 뜻이고 교황 그레고리오 9세의 자신에 대한 파문에 대한 불법성의 상징이라 선전하였다. 피사는 교황에게 파문 처분을 받았고 1257년까지 지속되었다.
1241년 8월 그레고리오 9세의 갑작스러운 죽음이 일어나고 나서야 처음으로 이 사태가 진정되는 것처럼 보였다. 선의의 표시로서 프리드리히 2세는 교황 대사들을 새로운 교황 선출을 하러 가도록 풀어주었다. 하지만 새롭게 선출된 인노첸시오 4세는 전임자처럼 똑같이 비협조적인 상대로서 모습을 보여야 했었다. 1244년 그는 안전했던 리옹으로 망명을 갔고, 이때 이곳에서 제1차 리옹 공의회가 열리며 공식적으로 황제를 폐위시켰다.
안살도 다 마레 (Ansaldo da Mare)는 이 승리로 코르시카곶 북쪽의 영주권을 획득하는 이득을 취했다.

## 같이 보기
- 제노바 공화국
- 피사 공화국
- 해상 공화국
- 구엘프와 기벨린